# Komunalna Kasa Oszczędności Miasta Krakowa

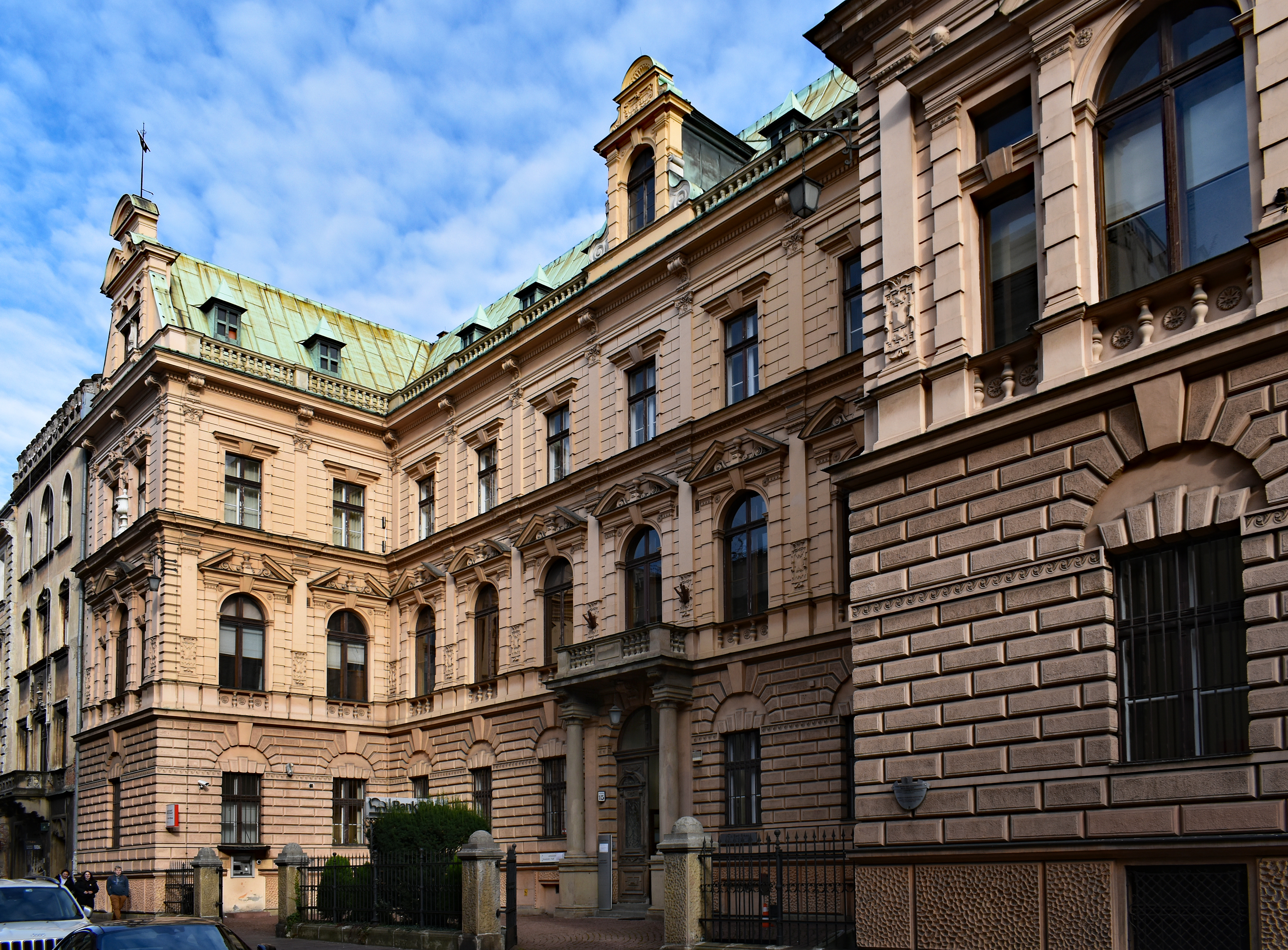
Budynek Komunalnej Kasy Oszczędności Miasta Krakowa (do 1936)

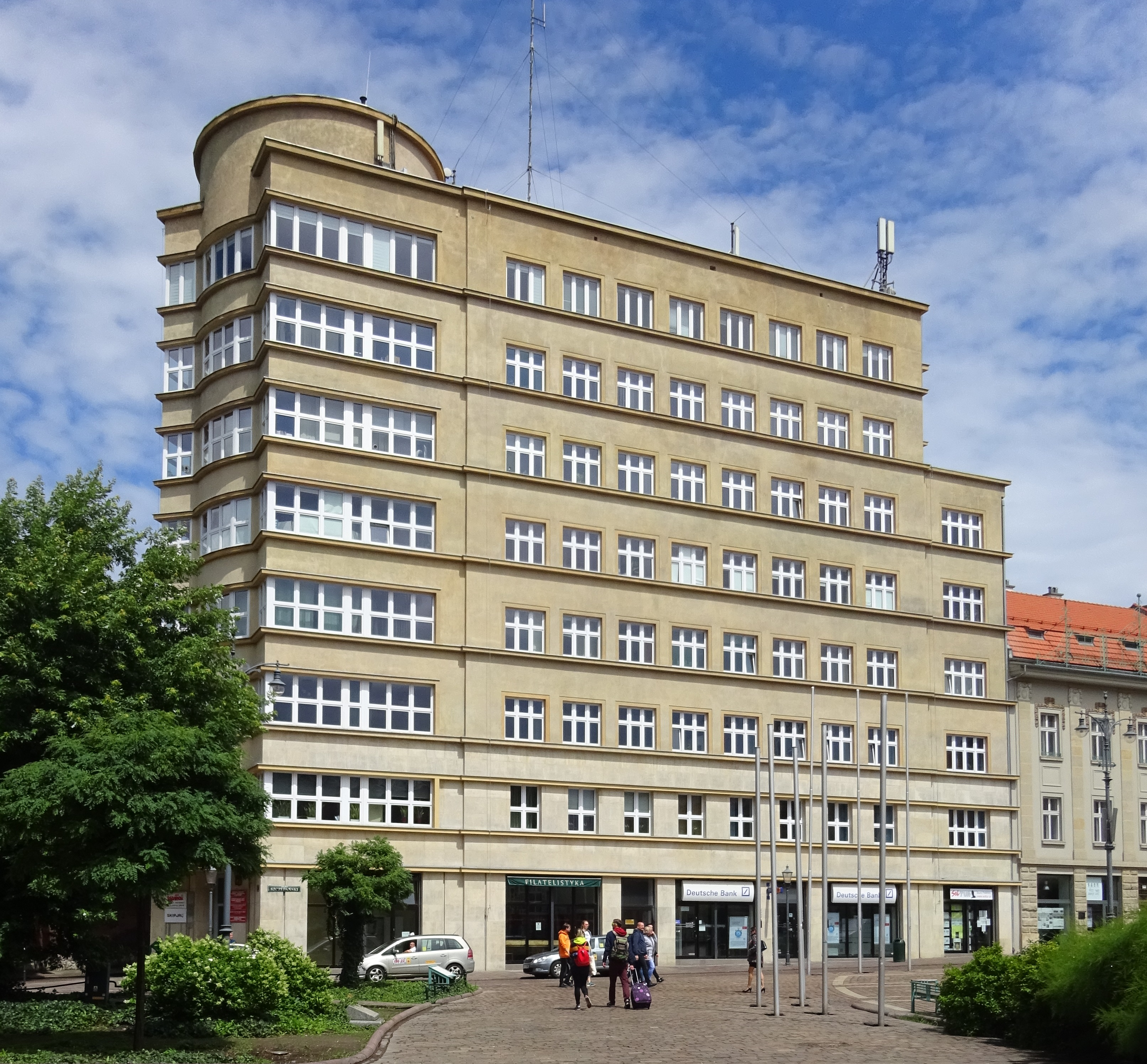
Budynek Komunalnej Kasy Oszczędnościowej w Krakowie (od 1936)

Komunalna Kasa Oszczędności Miasta Krakowa – istniejąca w latach 1866-1950 instytucja oszczędnościowo-kredytowa działająca w Krakowie.
Założona została w 1866, początkowo jako Kasa Oszczędności w Krakowie. W 1873 została przejęta przez miasto Kraków i zmieniono jej nazwę na Kasę Oszczędności Miasta Krakowa (określenie „Komunalna” dodano w 1929). Kasa przyjmowała wkłady oszczędnościowe, które poręczało miasto, udzielała kredytów (w tym miastu na cele inwestycyjne oraz przedsiębiorstwom). Prowadziła także działalność charytatywną, uczestniczyła w wielu przedsięwzięciach kulturalnych i patriotycznych (m.in. przeznaczyła 800 tys. koron na wykupienie zamku na Wawelu z rąk austriackich). W 1933 połączona z Kasą Oszczędności miasta Podgórza (założoną w 1896).
W 1917 r. wykupiła teren lasu (Lasek Wolski) w Paśmie Sowińca i przekazała miastu z przeznaczeniem na park ludowy.
W latach 1881-1883 zbudowano siedzibę Kasy przy ul. Szpitalnej 15, ozdobioną m.in. witrażami zaprojektowanymi przez Józefa Mehoffera (budynek dzisiaj mieści oddział banku PeKaO). W roku 1936 oddano do użytku nową siedzibę Kasy przy Placu Szczepańskim w Krakowie.
W Krakowie, na terenie Lasku Wolskiego znajduje się aleja Kasy Oszczędności Miasta Krakowa, przy której znajduje się m.in. krakowskie zoo.